# Western Star Trucks
Western Star Trucks Sales, Inc., vanligtvis skrivet Western Star, är en amerikansk lastbilstillverkare. Western Star grundades 1967 i Cleveland, Ohio. Western Star har idag huvudkontor i Portland, Oregon. Western Star är dotterbolag till Daimler Trucks North America som ägs helt av tyska Daimler AG. 
Western Star tillverkar även olika förbränningsmotorer, bland annat "Powertrain", tillsammans med Detroit Diesel och Cummins Inc..